# Корчиська
Корчиська (пол. Korczyska) — село в Польщі, у гміні Сендзейовиці Ласького повіту Лодзинського воєводства.
Населення — 137 осіб (2011).
У 1975-1998 роках село належало до Серадзького воєводства.

## Демографія
Демографічна структура станом на 31 березня 2011 року:
|          | Загалом | Допрацездатний вік | Працездатний вік | Постпрацездатний вік |
| -------- | ------- | ------------------ | ---------------- | -------------------- |
| Чоловіки | 61      | 11                 | 44               | 6                    |
| Жінки    | 76      | 8                  | 40               | 28                   |
| Разом    | 137     | 19                 | 84               | 34                   |